# Matveï Maniser
Matveï Guenrikhovitch Maniser (Матве́й Ге́нрихович Ма́низер), né le 5/17 mars 1891 à Saint-Pétersbourg et mort le 20 décembre 1966 à Moscou, est un sculpteur monumentaliste russe et soviétique, nommé artiste du peuple d'URSS en 1947 et lauréat de trois prix Staline, en 1941, 1943 et 1950. Il est l'auteur du masque funéraire de Staline.

## Biographie
Matveï Maniser est le fils du peintre Heinrich Maniser d'origine allemande de la Baltique (Deutschbalten).
En 1909-1914, il étudie à la faculté de physique et mathématiques de l'université de Saint-Pétersbourg et en même temps en 1908-1909 à l'École centrale de dessin technique Stieglitz et en 1909-1911 à l'école de dessin de la Compagnie des expositions des peintres ambulants, puis en 1911-1916 à l'École supérieure d'art de l'Académie impériale des arts. Il a pour maîtres Hugo Salemann et Vladimir Beklemichev, sous la houlette duquel il réalise des sculptures à thèmes bibliques et mythologiques.
En 1920, il est à la tête de l'atelier de sculpture d'agitation politique à la direction politique du district militaire de Moscou. C'est un ardent défenseur des programmes de propagande monumentale, lancée dès 1918 par Lénine.
En 1921, il commence à enseigner: d'abord au Vkhoutemas-Vkhtein (1921-1929, Léningrad), puis à l'Institut Répine (1935-1941 et 1945-1947, professeur à partir de 1939, Léningrad), Académie supérieure d'art et d'industrie de Moscou (1946-1952), Institut d'art Sourikov de Moscou (1952-1966).
Il s'installe à Moscou à partir de 1941 et dans les années 1940 il est l'auteur de la statue de Pouchkine pour une nouvelle garde de la ville de Pouchkine (gare de Detskoïe Selo).
Son œuvre monumentale est surtout visible dans le métro de Moscou. L'une des fameuses stations, celle de la Place de la Révolution (1936-1939), abrite ses œuvres dans les coins bas des passages voûtés. Ce sont de grandes figures avec des attributs de divers types d'activité: un garde-frontière avec un chien, une paysanne avec une poule, un jeune ouvrier avec un engrenage, etc. D'autres sculptures de Maniser sont visibles à la station Partizanskaïa.
En 1943, il fait don de la somme reçue de son prix Staline (100 000 roubles) au fond de défense.
Il est membre dès 1926 de l'Association des artistes de la Russie révolutionnaire et de 1937 à 1941, président du département de Léningrad de l'Union des artistes soviétiques. Il est membre et vice-président de l'Académie des beaux-arts d'URSS (à partir de 1947). Il devient membre du PCUS en 1941.
Matveï Maniser meurt le 20 décembre 1966 à Moscou. Il est enterré au cimetière Novodievitchi dans la division 6 sous un groupe monumental représentant un homme assis avec une femme éplorée se penchant sur lui.

### Famille
- Père — Heinrich Maveïevitch Maniser (1847-1925), peintre.
- Frère — Heinrich Guenrikhovitch Maniser (1889-1917), ethnographe et linguiste.
- Épouse — Elena Janson (1890-1971), peintre et sculptrice.
  - Fils — Hugo Matveïevtich Maniser (1927-2016), peintre.
  - Fils — Otto Matveïevitch Maniser (1929-1990), sculpteur et médailleur.

## Quelques œuvres

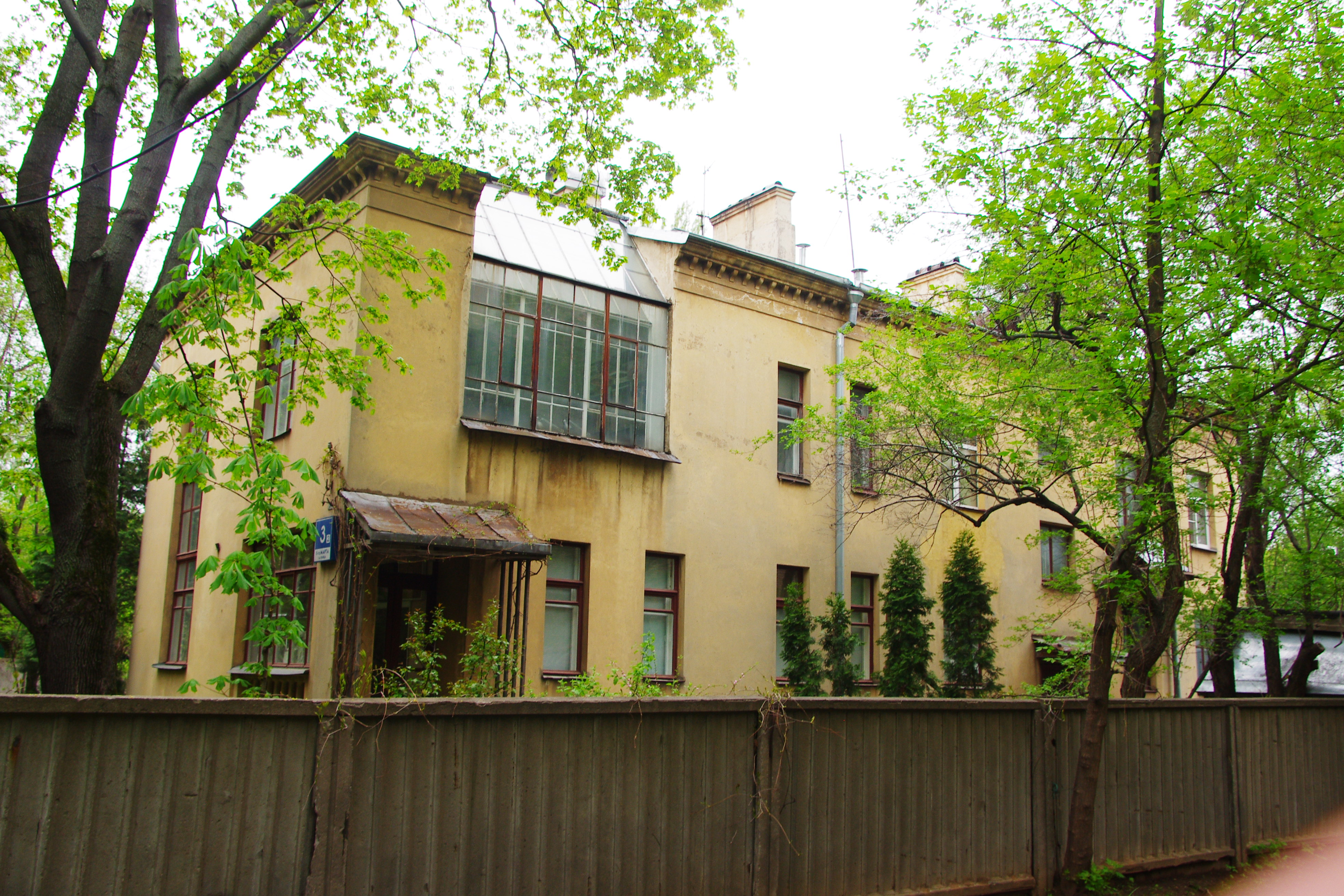
L'atelier de Maniser à Moscou.

Dès 1920-1921, Maniser participe à l'œuvre collective d'un relief monumental, L'Ouvrier dans le passage Petrovski, rue Petrovka, à Moscou. Matveï Maniser a exécuté nombre de commandes de l'État, pour des statues de poètes, scientifiques et hommes politiques dans différents endrois d'URSS.
Le mémorial des victimes du 9 janvier 1905 (dimanche sanglant de Saint-Pétersbourg) dans le cimetière du 9 janvier 1905 (anciennement cimetière orthodoxe de la Transfiguration) à Oboukhovo près de Léningrad (aujourd'hui Saint-Pétersbourg) a été créé entre 1929 et 1931 dans l'atelier de Maniser. Il a également réalisé un monument à Dmitri Mendeleïev qui a été érigé dans la cour de l'Institut de technologie Mendeleïev sur Moskovsky Prospekt à Léningrad.

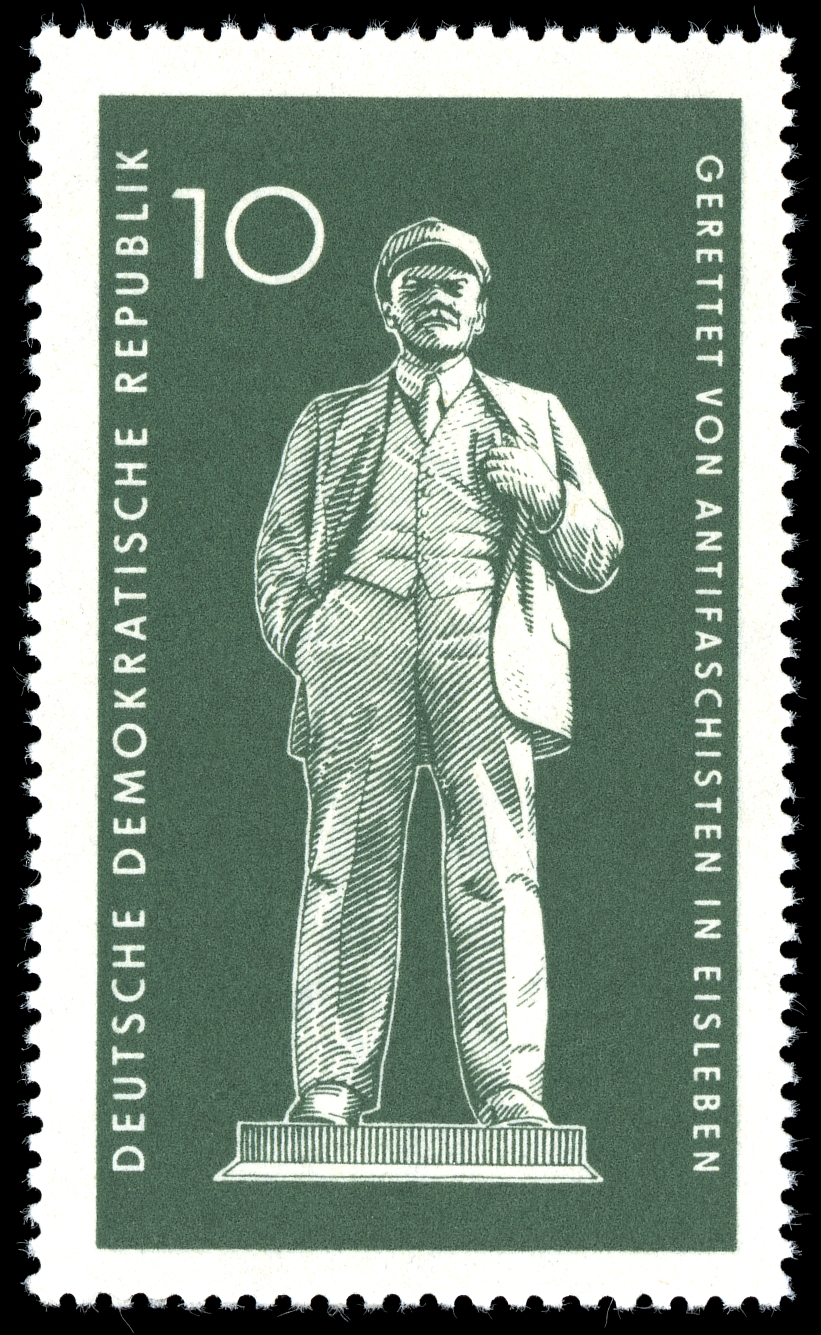
Statue de Lénine sur un timbre de la DDR.

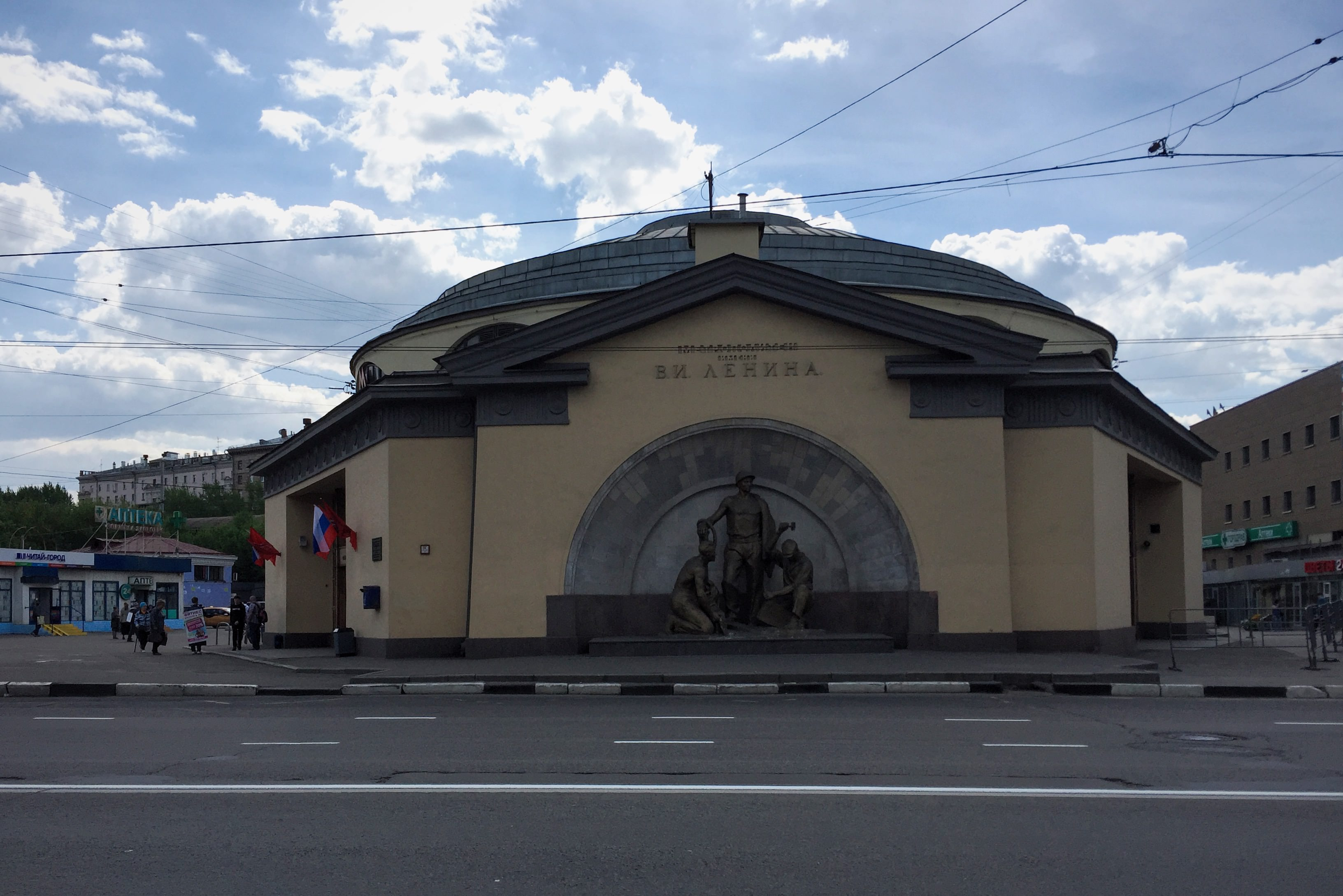
Entrée du métro Elektrozavodskaïa.

Il réalise des monuments en l'honneur de Lénine en 1925 pour la ville de Petrozavodsk, en 1929 pour la ville de Pouchkine, en 1933 à Moscou devant l'actuel stade Loujniki (ex-Lénine), en 1934 pour l'exposition devant les bâtiments gouvernementaux de Minsk, en 1940 à Oulianovsk et enfin en 1958 pour le pavillon de l'Union soviétique à l'Exposition universelle de 1958 de Bruxelles. Il est aussi l'auteur de statues pour Tchapaïev (1932) et en 1938 pour Kouïbychev à Kouïbychev (aujourd'hui Samara). Il sculpte un monument à Taras Chevtchenko à Kharkov (1935) et à Kiev (1938) et des statues de Zoïa Kosmodemianskaïa à la Galerie Tretiakov (1942), d'Ivan Pavlov à Riazan (1949), de Pouchkine sur le lieu de son dernier duel, etc. Parmi ses œuvres les plus connues, l'on peut distinguer Le Discobole (1926), issu d'une série de sculptures sur le thème du sport, qu'il réalise avec sa femme Elena Janson-Maniser. Ces petites statues sont coulées dans le bronze en 1957 et rencontrent un grand succès. En 1940, il reçoit la commande d'une statue de Pouchkine pour la nouvelle gare de la ville éponyme et en 1955  d'une statue d'Ivan Mitchourine dans la ville de Mitchourinsk.
Il réalise aussi beaucoup de sculptures pour le métro de Moscou entre 1936 et 1939, dont celles de la station Place de la Révolution représentant un garde-frontière avec son chien, une paysanne avec sa poule, un jeune ouvrier avec un engrenage. La station Elektrozavodskaïa montre sur la façade de l'entrée un groupe sculpté d'ouvriers du métro. La station Partizanskaïa montre deux sculptures de Maniser: l'une de Zoïa Kosmodemianskaïa et l'autre du partisan, Matveï Kouzmine.
Il est aussi l'auteur du masque funéraire de Staline en 1953.